# Monacrostichus malaysiae
Monacrostichus malaysiae är en tvåvingeart som beskrevs av Drew och Albany Hancock 1994. Monacrostichus malaysiae ingår i släktet Monacrostichus och familjen borrflugor. Inga underarter finns listade i Catalogue of Life.